# Beccariella xerocarpa
Beccariella xerocarpa là một loài thực vật có hoa trong họ Hồng xiêm. Loài này được (F.Muell. ex Benth.) Aubrév. mô tả khoa học đầu tiên năm 1963.